# Han Jelinger
Henri Adriaan (Han) Jelinger, bijnaam De Kardinaal (Maastricht, 4 september 1895 - Maastricht, 12 april 1961), was een Nederlands kunstenaar.
Jelinger groeide in het katholieke Maastricht op in een protestants gezin. Vanaf 1911 kreeg hij schilderlessen van Guillaume Eberhard. In 1912-1914 studeerde hij in Amsterdam bij Klaas van Leeuwen zijn M.O.-akte tekenen haalde. Van 1916 tot 1920 studeerde hij tegelijk met zijn vrienden Henri Jonas, Jos Narinx en Jos Postmes aan de Rijksakademie van Beeldende Kunsten, waar hij werd onderwezen door onder anderen Antoon Derkinderen.
Jelinger werd in 1920 voorgedragen voor de Prix de Rome. Hij koos er echter bewust voor om deze prijs aan zich voorbij te laten gaan en keerde in plaats daarvan terug Maastricht, waar hij in hetzelfde jaar trouwde met Riet Roberti. In Maastricht werd hij lid van de Bende van De Suisse, een groep schilders, architecten, dichters, schrijvers en andere cultuurliefhebbers die in de jaren 1920 (net als de leden van de Limburgse Kunstkring) vele avonden doorbracht in het Café Suisse aan het Vrijthof te Maastricht. Tijdens de Tweede Wereldoorlog werd hij, als enige van de Bende van De Suisse, lid van de Nederlandsche Kultuurkamer.
Jelinger maakte pentekeningen, etsen en olieverfschilderijen, vooral van stadsgezichten, onder andere van Maastricht en Vlaamse steden.